# Por Que Não?
Por que Não? é o quarto álbum de estúdio da carreira da cantora brasileira Kelly Key, lançado originalmente em 20 de setembro de 2006 pela gravadora Warner Music. O álbum alcançou a décima sexta posição, vendendo em torno de 45 mil cópias, retirando canções como "Shake Boom", "Analista" e "Pegue e Puxe", o single de maior sucesso do álbum.

## Produção e tema
Ao contrário de seu último álbum, onde as canções exploraram a sonoridade entre o teen pop e dance-pop acoplado a letras infanto-juvenis, o quarto álbum retoma a sonoridade utilizados nos dois primeiros variando entre o pop e o R&B. A composição do álbum é também utilizado como em seus dois primeiros trabalhos, explorando temas como sexo, nas faixas "Shake Boom" e "Me Pega de Jeito", ciúme, na faixa "Analista", e feminismo, nas faixas "Toda Linda", "Chamada a Cobrar" e "Olhão". Além de temas recorrentes, como amor, na faixa "Uma Pessoa Especial", e diversão entre os jovens, nas faixas "Demorô", "Conquistador" e na faixa que dá nome ao álbum, "Por que Não?". Em entrevista, Kelly Key comentou sobre a faixa-título, "Por que Não?", onde cita o verso "Eu não tenho vocação pra ser santinha".
| “ | E não tenho mesmo! Comecei muito cedo minha carreira e todo mundo queria que eu fosse de um jeito. Fiz essa música para dizer que, hoje, eu sou do jeito que quero. | ” |

Na canção "Shake Boom", Kelly Key faz referências sexuais, em trechos onde a cantora faz trocadilhos e insinuações com a expressão Shake Boom, referenciando uma parte do corpo, o bumbum feminino. Onde um termo comum é utilizado para substituir alguma insinuação. A canção traz ainda a participação de um dos dançarinos da cantora, Jojo Vibe, interpretando junto com a cantora parte da canção, porém sem ser creditado na listagem do álbum ou no envio da canção às rádios.
As faixas do álbum são compostas por Andinho, Umberto Tavares, Edu Ferreira, pelo cantor Gustavo Lins, além da faixa "Me Pega de Jeito", composta por Álvaro Socci, que futuramente foi regravada pela cantora brasileira Wanessa Camargo, lançada como single promocional do álbum da cantora, Total.

## Singles
- "Pegue e Puxe", primeiro single, lançado em 15 de setembro de 2006. A canção, que é considerada a retomada da cantora à músicas com temas adultos e com sensualidade, passou para os estúdios onde foi produzida, explorando a sonoridade entre o pop, com elementos de R&B, sendo o maior sucesso retirando do álbum.
- "Shake Boom", segundo single, lançado em 27 de dezembro de 2006. A canção faz referências sexuais, em trechos onde a cantora faz trocadilhos e insinuações com a expressão 'Shake Boom', referenciando a uma parte do corpo, o 'bumbum' feminino.
- "Me Pega de Jeito", terceiro single, lançado em 28 de fevereiro de 2007.
- "Analista", quarto single, lançado em 25 de maio de 2007.

## Recepção crítica
| Críticas profissionais | Críticas profissionais |
| Avaliações da crítica  | Avaliações da crítica  |
| Fonte                  | Avaliação              |
| ---------------------- | ---------------------- |
| Abril Music            | 2 de 5 estrelas.       |
| Folha de S.Paulo       | 1 de 5 estrelas.       |
| Terra Musica           | 2 de 5 estrelas.       |
| UOL Music              | 2 de 5 estrelas.       |

O álbum recebeu críticas em sua maioria negativas. 
A Folha de S.Paulo classificou o álbum como "a volta de onde Kelly Key nunca deveria ter saído - o público jovem", mas acrescentou dizendo que algumas faixas como Analista são dispensáveis no álbum. O jornal ainda declarou que a canção Shake Boom era "explícita demais", acrescentando que seria a canção "mais sexy de todo carreira de Kelly Key". 
O jornal O Globo afirmou que a faixa Por Que Não?, onde Kelly Key canta 'Eu não tenho vocação para ser santinha' estaria completamente certa, visando que a cantora passou por uma fase de trevas ao tentar compor no álbum anterior músicas voltadas mais para o público infanto-juvenil, voltando no novo álbum novamente ao público alvo, o adolescente e jovem.
O site Universo Musical declarou que o novo álbum é "recheado de hits, como Pegue e Puxe e Shake Boom", dizendo ainda que as letras são inspiradas nas experiências dos jovens e que explora "os sentimentos da vida, do que é crescer, do que é sentir". Cynara Menezes da revista VIP disse que "Há anos babamos por ela e agora voltamos a babar por seu novo trabalho (...) mais sexy do que nunca", declarando ainda que o novo álbum seria repleto de teor sexual, atiçando o universo jovem, como ele é.

## Desempenho comercial
O álbum alcançou o segundo lugar e vendeu em torno de 40 mil de cópias, sendo o primeiro álbum da cantora a não alcançar uma classificação de vendagem pela Associação Brasileira de Produtores de Discos, a ABPD.

## Lista de faixas
| N.º            | Título                                         | Compositor(es)                         | Duração |  |
| 1.             | "Pegue e Puxe"                                 | Andinho                                | 3:21    |  |
| 2.             | "Shake Boom" (com a participação de Jojo Vibe) | Andinho Gustavo Lins                   | 3:40    |  |
| 3.             | "Toda Linda"                                   | Umberto Tavares Andinho Matheus Santos | 3:33    |  |
| 4.             | "Analista"                                     | Andinho                                | 3:16    |  |
| 5.             | "Por que Não?"                                 | Kelly Key Gustavo Lins                 | 3:20    |  |
| 6.             | "Olhão"                                        | Andinho                                | 3:43    |  |
| 7.             | "Numa Boa"                                     | Gustavo Lins                           | 3:11    |  |
| 8.             | "Me Pega de Jeito"                             | Álvaro Socci                           | 3:02    |  |
| 9.             | "Demorô"                                       | Umberto Tavares Gustavo Lins           | 3:12    |  |
| 10.            | "Chamada a Cobrar"                             | Andinho                                | 2:37    |  |
| 11.            | "Conquistador"                                 | Umberto Tavares Edu Ferreira           | 3:18    |  |
| 12.            | "Uma Pessoa Especial"                          | Umberto Tavares Gustavo Lins           | 4:50    |  |
| Duração total: | Duração total:                                 | Duração total:                         | 60:02   |  |

## Posições
| Paradas (2006)            | Posições |
| ------------------------- | -------- |
| Brasil - ABPD             | 2        |
| Brasil - Top 30 CDs Sales | 6        |

| País / Certificadora | Vendas |
| -------------------- | ------ |
| Brasil ABPD          | 45.000 |

## Histórico de lançamento
| País   | Data                   | Formato | Gravadora    |
| ------ | ---------------------- | ------- | ------------ |
| Brasil | 20 de setembro de 2006 | CD      | Warner Music |